# Gatxamiga
La gatxamiga és un plat tradicional del País Valencià. Consisteix en unes farinetes fetes amb una massa de farina, aigua, oli d'oliva, sal comuna i, segons la zona, també creïlles laminades. La farina es va desfent a poc a poc en una paella, i s'hi afegeix oli i aigua fins que adopta una textura uniforme. En cas d'afegir-hi les creïlles, convé fer la barreja en un recipient amb tots els ingredients i, a continuació, la massa es fregirà i es voltejarà fins que es consumisca el líquid i quede una pasta uniforme, semblant a la truita de creïlles. Segons el gust, la gatxamiga pot anar acompanyada o amanida de diferents ingredients: alls, cansalada viada de porc, trossos de llonganissa, xoriç, aladrocs, pebreres vermelles o seques, cogombre, etc.
És un plat similar, amb una tècnica de preparació diferent i més lenta, a alguns indrets del sud-est espanyol, com ara a la localitat d'Almansa (província d'Albacete), i molt popular a les comarques interiors de la província d'Alacant, com l'Alt Vinalopó, el Vinalopó Mitjà, les Valls del Vinalopó i la Foia de Castalla. També és típic de la regió de Múrcia, el sud de la província d'Albacete i la comarca històrica de la mancomunitat de la serra del Segura entre les províncies de Jaén i Múrcia.
Una altra gatxamiga, però aquesta vegada dolça, és típica del Racó d'Ademús. La preparació de la massa és similar però se li afegeix sucre o mel segons el gust.